# Campionati europei di atletica leggera 1938 - Decathlon
Il decathlon ai campionati europei di atletica leggera 1938 si svolse il 4 e il 5 settembre 1938.

## Podio
| Oro     | Olle Bexell Germania   |
| Argento | Witold Gerutto Polonia |
| Bronzo  | Josef Neumann Svizzera |

## Risultati
In giallo la migliore prestazione di ogni gara
| Pos     | Nome                  | Nazione  | 100m | SL     | GP      | SA     | 400m | 110m O | LD      | SA     | LG      | 1500m  | Punti    | Note                  |
| ------- | --------------------- | -------- | ---- | ------ | ------- | ------ | ---- | ------ | ------- | ------ | ------- | ------ | -------- | --------------------- |
| Oro     | Olle Bexell           | Germania | 11"5 | 6.67 m | 13.62 m | 1.75 m | 53"2 | 15"7   | 43.64 m | 3.80 m | 52.60 m | 4'49"2 | 7214 pt. | Record dei campionati |
| Argento | Witold Gerutto        | Polonia  | 11"4 | 6.18 m | 14.76 m | 1.83 m | 53"3 | 16"3   | 41.86 m | 3.50 m | 58.80 m | 5'21"6 | 7006 pt. |                       |
| Bronzo  | Josef Neumann         | Svizzera | 11"6 | 6.54 m | 12.57 m | 1.60 m | 50"1 | 16"9   | 36.82 m | 2.90 m | 60.10 m | 4'45"4 | 6664 pt. |                       |
| 4       | Rudolf Glötzner       | Germania | 11"6 | 6.50 m | 12.42 m | 1.70 m | 53"3 | 16"9   | 34.83 m | 3.50 m | 55.18 m | 4'47"2 | 6492 pt. |                       |
| 5       | Raymond Anet          | Svizzera | 11"5 | 6.14 m | 10.21 m | 1.65 m | 51"8 | 15"7   | 32.80 m | 3.30 m | 44.68 m | 4'42"0 | 6118 pt. |                       |
| 6       | Jerzy Pławczyk        | Polonia  | 12"0 | 6.56 m | 11.12 m | 1.83 m | 55"1 | 16"7   | 36.64 m | 3.20 m | 50.65 m | 5'46"5 | 5946 pt. |                       |
| 7       | Jean Balezo           | Francia  | 11"5 | 6.75 m | 11.84 m | 1.65 m | 55"2 | 18"2   | 30.89 m | 3.00 m | 37.50 m | 5'12"8 | 5503 pt. |                       |
| 8       | Hervé Mahé            | Francia  | 12"2 | 5.73 m | 12.13 m | 1.70 m | 57"9 | 19"3   | 35.52 m | 3.10 m | 49.84 m | 5'15"2 | 5346 pt. |                       |
| 9       | Hans-Heinrich Sievert | Germania | 11"3 | 6.68 m | 14.39 m | 1.75 m |      |        |         |        |         |        | dnf      |                       |
| 10      | Émile Binet           | Belgio   | 11"5 | 6.50 m | 8.63 m  | 1.60 m |      |        |         |        |         |        | dnf      |                       |